# Alexi Laiho
Alexi „Wildchild“ Laiho (8. dubna 1979, Espoo, Finsko – 29. prosince 2020, Helsinky) byl finský metalový zpěvák, skladatel a kytarista. Byl kytaristou a zpěvákem finské metalové skupiny Children of Bodom a mimo tuto hudební skupinu byl rovněž kytaristou ve skupinách Sinergy a Kylähullut. Časopis Guitar World jej zařadil mezi padesát nejrychlejších kytaristů světa. Zemřel v prosinci roku 2020 v důsledku dlouhodobých zdravotních komplikací.

## Diskografie

### IneartheD
Demo
- Implosion of Heaven (1994)
- Ubiquitous Absence of Remission (1995)
- Shining (1996)

### Children of Bodom
Alba
- Something Wild (1997)
- Hatebreeder (1999)
- Tokyo Warhearts (Live CD, 1999)
- Follow the Reaper (2000)
- Hate Crew Deathroll (2003)
- Are You Dead Yet? (2005)
- Chaos Ridden Years – Stockholm Knockout Live (Live CD, 2006)
- Blooddrunk (2008)
- Relentless Reckless Forever (2011)
- Halo of Blood (2013)
- I Worship Chaos (2015)
- Hexed (2019)

Single & EP
- „Children of Bodom“ (single, 1997)
- „Downfall“ (single, 1998)
- „Hate Me!“ (single, 2000)
- „You're Better Off Dead!“ (single, 2002)
- Trashed, Lost & Strungout (EP, 2004)
- „In Your Face“ (single, 2005)

### Bodom After Midnight
Single & EP
- Paint The Sky With Blood (EP, 2021)

### Sinergy
Alba
- Beware the Heavens (1999)
- To Hell and Back (2000)
- Suicide By My Side (2002)

### Kylähullut
Alba
- Keisarinleikkaus (2004)
- Turpa Täynnä (2005)
- Lisää Persettä Rättipäille EP (2007)
- Peräaukko Sivistyksessä (2007)

### Impaled Nazarene
Alba
- Nihil (2000)